# Opstand van de Drie Leengoederen
De  Opstand van de Drie Leengoederen (1673-1681) was een opstand van drie gouverneurs van gebieden in het zuidoosten van China tijdens de Qing-dynastie (1644-1912). De gouverneurs waren voormalige legerleiders van de Ming-dynastie (1368-1644) die in de laatste fase van die dynastie met hun troepen overgelopen waren naar de Mantsjoes. Als beloning voor hun diensten kregen zij de militaire en civiele autoriteit over een aantal gebieden die zij met een zeer grote van autonomie bestuurden. Na 1669 trachtte de Chinese keizer Kangxi hun macht te breken. Dat leidde tot de opstand. 

## Achtergrond

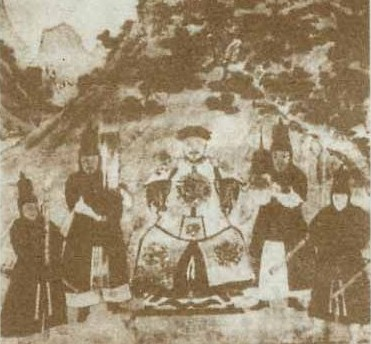
Wu Sangui

Een aantal legerleiders in dienst van de Ming-dynastie waren in de laatste fase van deze dynastie met hun troepen overgelopen naar de Mantsjoes. De belangrijkste daarvan was Wu Sangui. In 1644 besloot hij een alliantie aan te gaan met Dorgon, de regent voor de minderjarige keizer Shunzhi, die met zijn leger van vendeltroepen ten noorden van de Shanhaiguan-pas aanwezig was. Het leger van de rebellenleider Li Zicheng die Peking al had ingenomen werd vernietigend verslagen in de slag bij Shanhaiguan. De Mantsjoes konden hierdoor vrijwel ongehinderd Peking innemen. Twee andere legerleiders van de Ming-dynastie, Shang Kexi en Geng Jimao, hadden zich al eerder bij de Mantsjoes aangesloten. Beiden waren betrokken bij de onderwerping van de Chahar-Mongolen aan de Mantsjoes in 1634 waardoor het gebied van het huidige Binnen-Mongolië aan het rijk van de Mantsjoes werd toegevoegd. In 1636 speelden beiden een rol bij de inval in Korea waardoor het gebied van de Joseondynastie die aan de Ming tribuutplichtig was een protectoraat van de Mantsjoes werd. 
Na de inname van Peking zou het nog haast veertig jaar duren voordat de Qing hun macht in het gehele land daadwerkelijk hadden geconsolideerd. Er diende nog enkele decennia strijd geleverd te worden met resterende groepen Ming-loyalisten in het zuiden van het land. De vendeltroepen speelden in de verdere verovering van China maar een beperkte rol. De Qing-dynastie had naast deze vendeltroepen nog een ander staand leger, het leger van de Groene Standaard. Het leger van de Groene Standaard bestond vrijwel geheel uit Han-Chinezen. De kern werd gevormd door de legers van generaals die voor en na de val de Ming-dynastie waren overgelopen naar de Mantsjoes. Het waren dus vooral etnische Chinezen, die voor de Mantsjoes China veroverden. 
Daarbij maakte met name Wu Sangui zich verdienstelijk. Zijn campagnes brachten hem tot in Birma waar hij in 1662 de laatste telg van de Ming-dynastie die nog verzet pleegde kon arresteren en executeren. Eerder hadden Shang Kexi en Geng Jimao in 1650 een beslissende rol gespeeld in de verovering van Kanton. Alle drie de legerleiders kregen een adellijke titel, werden benoemd tot gouverneur in gebieden in het zuiden van China en hun zonen huwden vrouwen uit de adel van de Mantsjoes.

## De opstand

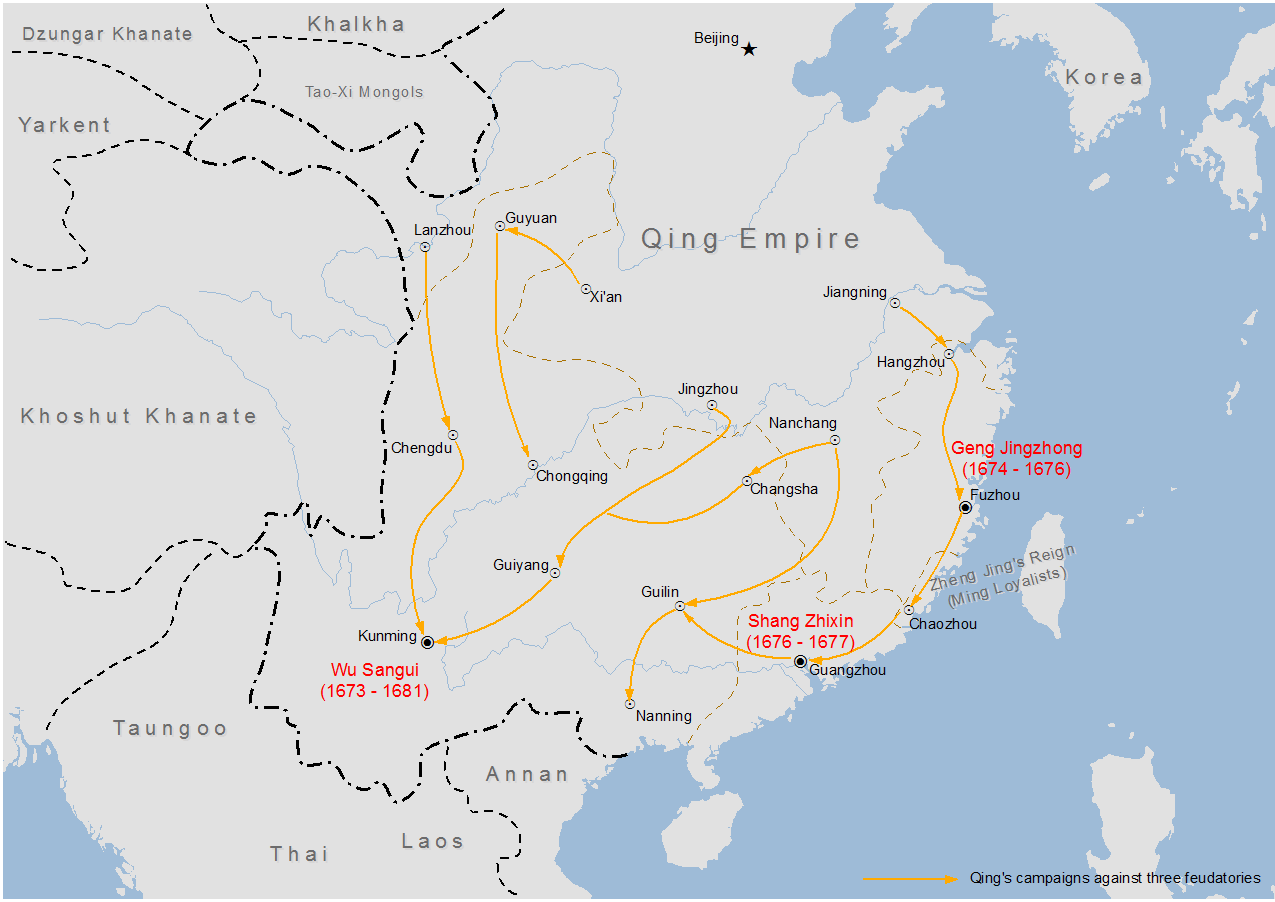
Het gebied van de opstandige provincies

Wu Sangui werd gouverneur van het gebied van de huidige provincies Yunnan en Guizhou alsmede delen van Hunan en Sichuan. Shang Kexi werd gouverneur van Guangdong en delen van Guangxi. Geng Jimao kreeg het gouverneurschap van  Fujian. Deze gebieden konden door hen op een vrijwel geheel autonome wijze worden bestuurd. Zij waren in de gebieden de hoogste militaire als civiele autoriteit, hieven hun eigen belastingen en hadden de controle over de handelsactiviteiten in de gebieden. Daarnaast ontvingen zij aanzienlijke subsidies vanuit Peking. De keizer Kangxi trachtte vanaf 1669 de macht van de drie gouverneurs te beperken. Een belangrijke reden waren de enorme subsidies aan de in die provincies aanwezige legers terwijl Kangxi niet zeker was van hun loyaliteit.
In 1671 werd Shang Kexi ziek en zijn autoriteit over Guandong was daarna feitelijk in handen van zijn zoon Shang Zhixin. In hetzelfde jaar overleed Geng Jimao en werd in Fujian opgevolgd door zijn zoon Geng Jinzhong. 

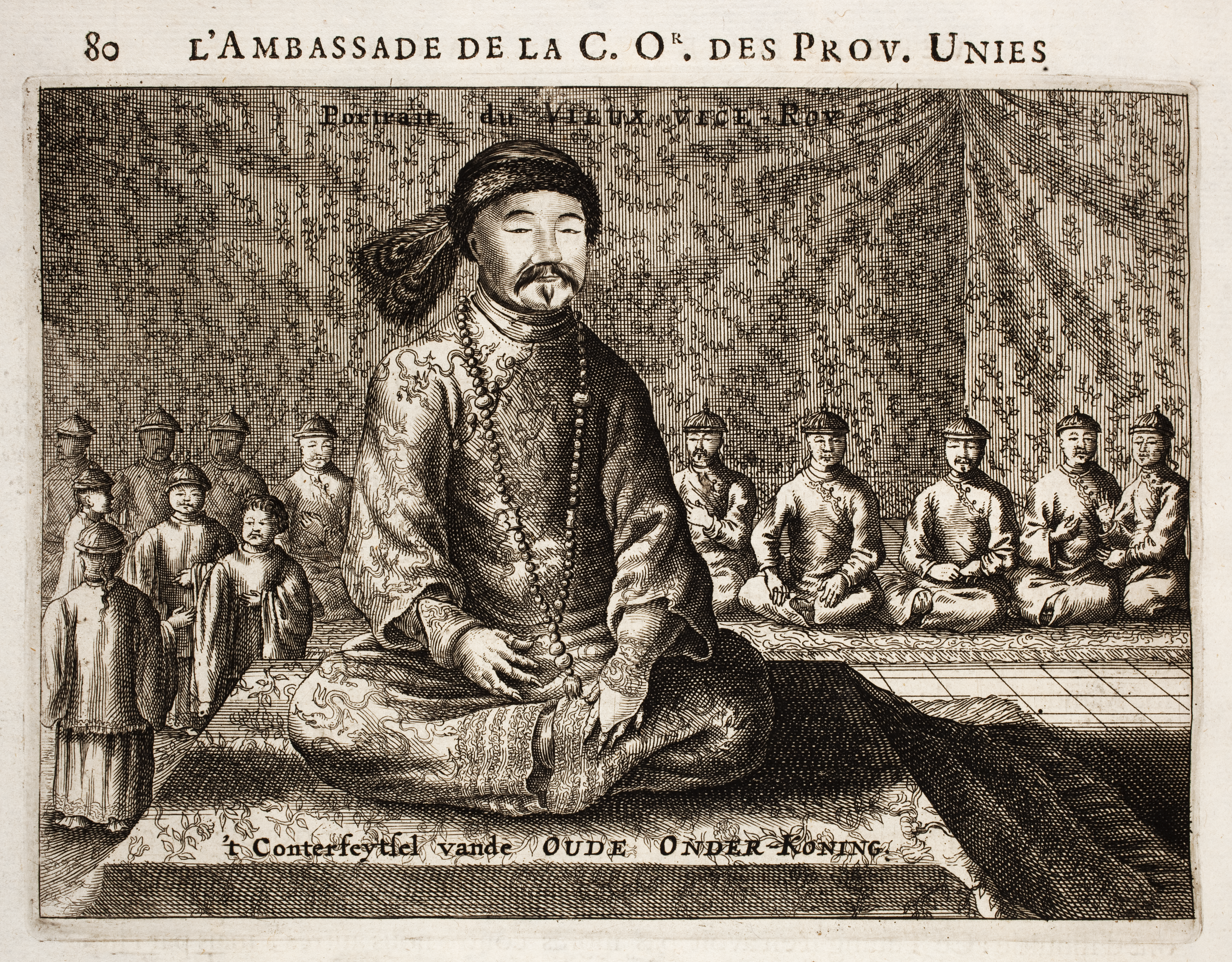
Shang Kexi, als de onderkoning van Guangdong, getekend door Joan Nieuhof in 1655

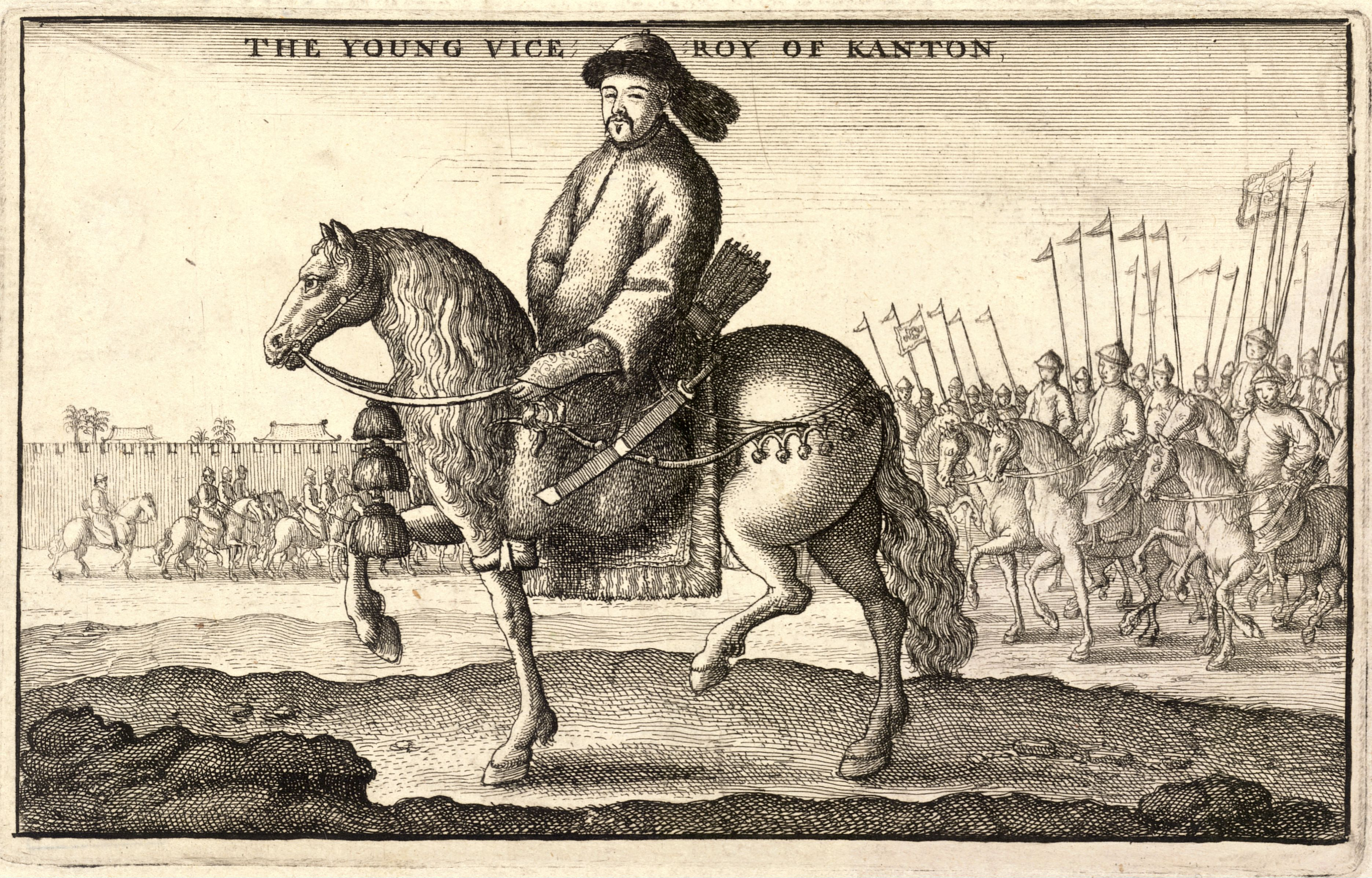
Geng Jimao, bij de Nederlanders bekend als de onderkoning van Kanton had in 1662 een ontmoeting met Balthasar Bort. Ets van Wenceslas Hollar

In 1673 boden  de drie gouverneurs, waaronder de nog in leven zijnde Shang Kexi hun ontslag aan en verklaarden verder te willen leven in Mantsjoerije. Dat ontslag werd geaccepteerd onder de voorwaarde dat hun zoons hen niet zouden opvolgen. Kangxi wilde onder geen beding de mogelijkheid scheppen dat er zich in deze drie gebieden nieuwe erfelijke dynastieën zouden ontwikkelen. Het militair bestuur onder een gouverneur in Guandong werd opgeheven en Kangxi beval Shang Kexi zijn legers in Guandong te ontmantelen. Wu Sangui vatte dit op als een oorlogsverklaring aan de zuidelijke provincies. In december 1673 riep Wu Sangui de onafhankelijkheid uit van Yunnan en voerde een aantal offensieven uit in Guizhou en Hunan. Tegelijkertijd kwamen ook Shang Zhixin en Geng Jinzhong in hun provincies in opstand. Kangxi liet de in Peking aanwezige zoon van Wu Sangui, een schoonzoon van de vorige keizer Shunzhi, executeren. Geng Jinzhong verklaarde zich in 1874 onafhankelijk en voerde offensieven richting het noorden uit tot in Zhejiang. Shang Zhixin verklaarde zich ook onafhankelijk, consolideerde zijn machtsbasis in Lanton en viel met zijn legers Jiangxi in. Wu Sangui proclameerde de nieuwe Zhou-dynastie met zichzelf als keizer.  
De opstand viel samen met de strijd van de Qing om het bezit van Taiwan. In 1662 had Koxinga de VOC verdreven uit Nederlands-Formosa en daar een eigen koninkrijk Tungning gesticht. Koxinga overleed in hetzelfde jaar van de verovering en werd opgevolgd door zijn zoon Zheng Jing. Deze leverde ook goederen aan de opstandelingen op het vasteland en voerde zelf in 1676 een invasie uit in Fujian waar hij een aantal steden aan de kust bezette. Die werden in 1677 door de Mantsjoes veroverd. In 1678 voerde Zheng Jing een tweede invasie van Fujian uit en bezette met een troepenmacht van 30.000 man steden als Xiamen en eilandengroepen als Quemoy. In 1680 werd hij gedwongen die weer te ontruimen. Zheng Jing overleed in 1681 waarna zijn zoon Zheng Keshuang zich overgaf aan de Mantsjoes. Taiwan werd daarmee een deel van het rijk van de Qing-dynastie. 
De revolte van de drie opstandige gebieden was in 1681 voorbij. In 1674 had Wu Sangui met de inval in Hunan het initiatief genomen en de mogelijkheid gehad om verder met zijn troepen op te rukken. Die mogelijkheid had hij onbenut gelaten. Er werd door de drie gouverneurs van de opstandige provincies ook niet of nauwelijks effectief samengewerkt. Geng Jinzhong en Shang Zhixin gaven zich in 1676 en 1677 over. Een derde reden was het overlijden van Wu Sangui in 1678, de motor achter de opstand. Hij werd als keizer van de Zhou-dynastie opgevolgd door een kleinzoon, Wu Shifan, die achtervolgd door troepen van de Mantsjoes in Kunming in 1681 zelfmoord pleegde. Hiermee was de opstand geheel voorbij. 
Als gevolg van de gehele beheersing van China en van met name de zuidelijke kustprovincies vaardigde Kangxi in 1684 een nieuw edict uit waarin hij het bestaande verbod op scheepvaart uit en met het buitenland ophief en opriep tot handel. Die was nu niet meer afhankelijk van smokkel en het gevolg was een enorme opleving van de intra-Aziatische handel die met name via de grote Chinese kolonies in Zuidoost-Azië in bijvoorbeeld Manilla en Batavia plaatsvond. In 1685 proclameerde keizer Kangxi de opening van een groot aantal havens voor deze intra-Aziatische handel en opende daar douanekantoren om belasting te heffen. Vier van die havens werden geopend voor Europese handelaren.